# Vexillum accinctum
Vexillum accinctum is een slakkensoort uit de familie van de Costellariidae. De wetenschappelijke naam van de soort is voor het eerst geldig gepubliceerd in 1907 door Sowerby III.